# Église de l'Exaltation-de-la-Sainte-Croix d'Eguelshardt
Pour les articles homonymes, voir Sainte-Croix.
L'église de l'Exaltation de la Sainte-Croix se situe dans la commune française d'Éguelshardt et le département de la Moselle.

## Histoire
Le village est une ancienne filiale de Schorbach, érigée en paroisse de l'archiprêtré de Bitche en 1802.

## Édifice
L'église est construite de 1854 à 1858 sur les plans de l'architecte messin Charles Gautiez (1809-1856), par l'entrepreneur Jean-Dominique Bourguignon, de Landroff. Elle remplace une chapelle se trouvant dans le cimetière et devenue insuffisante pour la population. Les gens devaient assister aux offices dehors et l'état de vétusté et de dégradation ne permettait pas de l'agrandir. L'église, en pierre de taille de grès rose, est de style basilical néogothique avec transept et chœur polygonal. Elle commence à sortir de terre en 1854, à la suite d'une ordonnance de Mgr Thomas, représentant de l'évêque de Metz.
Sous son clocher de vingt-huit mètres, abritant trois cloches d'un poids total de 963 kilos, se trouve la plaque de consécration, rédigée en latin. Les transepts ont été aménagés, l'un en chapelle de pénitence d'où le confessionnal, l'autre en grotte de Lourdes. En levant les yeux, on peut admirer des peintures allégoriques venant d'un autre siècle. Les vitraux, datant de 1949, sont le don de familles locales.
L'édifice est inscrit à l'Inventaire topographique de la région Lorraine.

### Patrimoine mobilier
- Le mobilier de l'église paroissiale[1].

Ensemble de 16 verrières figurées.
Autel, retable (maître-autel), style néo-gothique.
Statue Vierge de l'Assomption
L'orgue de 1865 des ateliers Verschneider a été détruit lors de la Seconde Guerre mondiale. Il sera remplacé en 1948 par celui de Willy Meurer.